# Trift-Stau im Saint Croix River

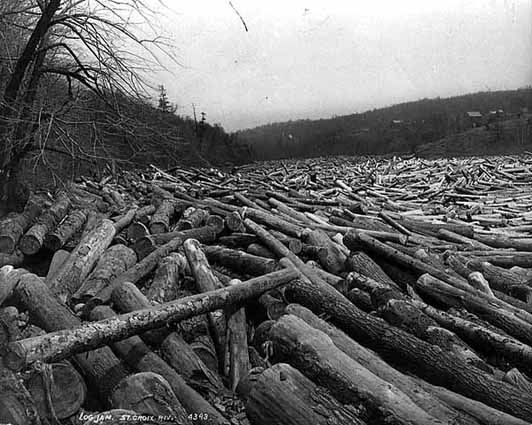
Der Trift-Stau von 1886 auf dem St. Croix River bei Taylors Falls, Minnesota

Der Trift-Stau im Saint Croix River bildete sich 1886 im St. Croix River in der Nähe von Taylors Falls und St. Croix Falls. Ein lokaler Journalist beschrieb die Ansammlung im Wasser treibender Baumstämme damals als „den größten Trift-Stau“, den er je erlebt habe. Hunderte Männer arbeiteten sechs Wochen lang daran, den Stau unter Zuhilfenahme von Dampfschiffen und Dynamit zu beseitigen. Der Stau war eine große Touristenattraktion und zog täglich tausende Besucher an.

## Hintergrund
Nachdem 1836 das Wisconsin-Territorium gegründet worden war, wurden im Vertrag von St. Peters von 1837 (informell bekannt als White Pine Treaty) große Teile des Landes der amerikanischen Ureinwohner an die Vereinigten Staaten abgetreten. Ein Großteil des Landes war mit ausgedehnten Kiefernwäldern bedeckt, und die Abholzung begann bald darauf. Das Fällen der Bäume geschah nur im Winter, da die Bäume so groß waren, dass man sie nur mit Pferdeschlitten durch die Wälder bewegen konnte.
Mannschaften von Holzfällern fällten den ganzen Winter über Bäume und sammelten sie an den Ufern des St. Croix River oder seiner Nebenflüsse. Kiefern sind leicht und schwimmen gut, so dass die Stämme leicht flussabwärts transportiert werden konnten. Die Stämme wurden mit der Holzmarke der jeweiligen Firma markiert und, sobald der Schnee im Frühjahr schmolz und das Wasser stieg, in den Fluss entlassen.
Arbeiter, die als „Flussschweine“ bekannt waren, führten die Stämme den Fluss hinunter und hielten sie in Bewegung, besonders an schwierigen Stellen wie Untiefen, Stromschnellen oder scharfen Kurven. Flussabwärts wurden die Stämme im Log Boom an der St. Croix Boom Site aufgefangen, wo sie nach Eigentümern sortiert, zu Flößen gebündelt und dann zu den Sägewerken geschickt wurden.

## Ursachen und Beginn des Staus von 1886

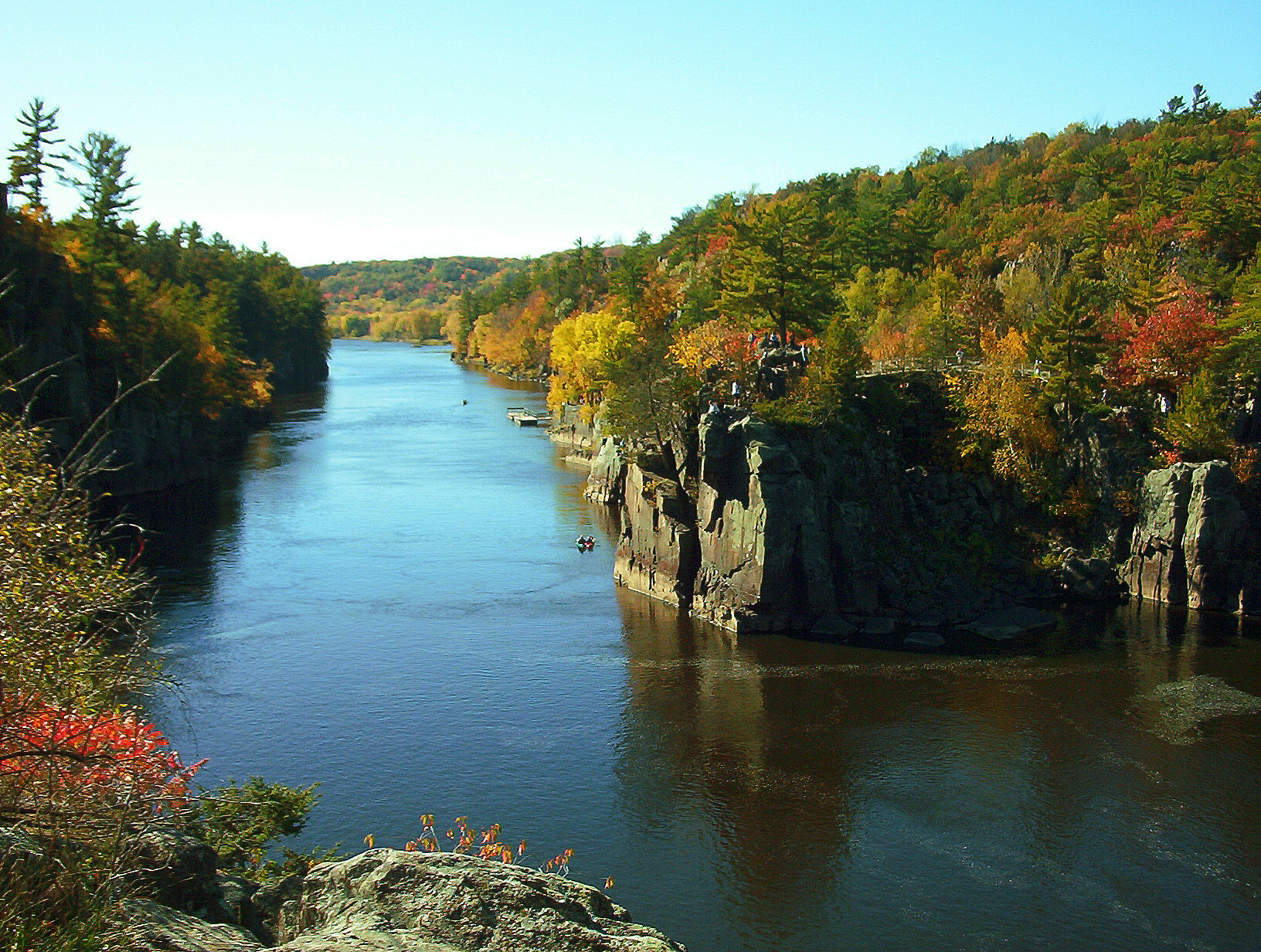
Dalles of the St. Croix mit der Biegung bei Angle Rock

Im heutigen Gebiet des Interstate State Park fließt der St. Croix River durch eine enge Schlucht, die Dalles of the St. Croix, und macht am Angle Rock eine 90-Grad-Kurve. Das Frühjahr 1886 war sehr trocken, so dass der Wasserstand zu niedrig war, um Baumstämme zu transportieren. Das änderte sich, als der Clam-River-Damm durch den Einsiedler Robert Davidson gesprengt wurde, der behauptete, der Damm beeinträchtige sein Wiesenland. Davidson wurde später wegen der Sprengung des Staudamms angeklagt und wegen „Missachtung des Gerichts“ (contempt of court) inhaftiert.
Durch die Freisetzung des gestauten Wassers im Clam River stieg der St. Croix leicht an. Schleusendämme in mehreren anderen Nebenflüssen, darunter im Kettle River und dem Snake River, wurden ebenfalls geöffnet. Zufällig setzten zeitgleich starke Regenfälle ein, welche die Flüsse weiter ansteigen ließen. Eine große Anzahl von Baumstämmen wurde auf einmal in den Fluss gekippt, mehr als der Fluss oder die dort arbeitenden Flößer bewältigen konnten. 
Kurz nach Mitternacht am 13. Juni 1886, während die Fahrmannschaften in ihren Zelten schliefen, wurden die Stämme am Angle Rock blockiert und begannen sich schnell zu stapeln. Immer mehr Stämme liefen auf den Stau auf, darunter auch die 15 Millionen Fuß Material aus dem Clam River Drive.
Schätzungsweise 125 bis 150 Millionen board-foot-Kiefernholz (rund 295.000 bis 354.000 Kubikmeter) steckten an der entsprechenden Stelle fest. Zum Vergleich: Die durchschnittliche Jahresproduktion von Kiefernholz im St.-Croix-Tal betrug zwischen 1870 und 1889 241 Millionen board feet (rund 570.000 Kubikmeter).

## Beseitigung des Trift-Staus

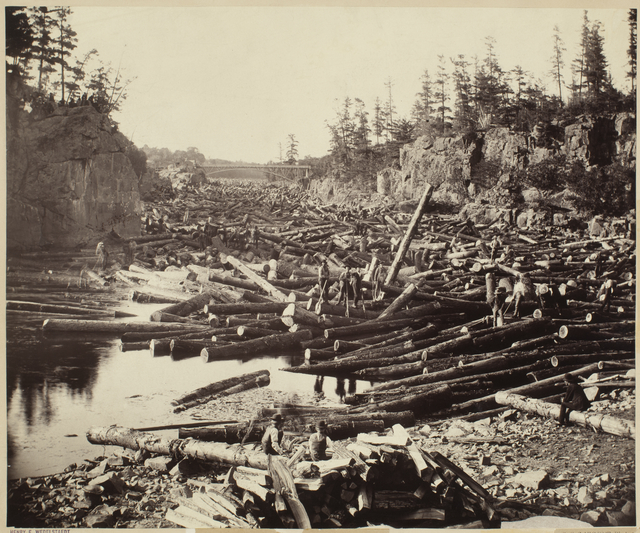
Der Trift-Stau in den Dalles of the St. Croix, mit Brücke im Hintergrund

Kleinere Baumstämme konnten nur durch menschliche Arbeit beseitigt werden, wobei „Flussschweine“ die wichtigsten Stämme freigaben. Solche Blockaden kamen immer wieder vor, jedoch war die Blockade von 1886 nicht mit den angestammten Methoden zu bewältigen und staute den Fluss auf.
Am 18. Juni 1886 berichtete die New York Times, dass der Stau nun bereits über zwei Meilen lang und damit der größte Stau in der Geschichte des Nordwestens sei. Außerdem arbeiteten vierhundert Männer Tag und Nacht an dessen Beseitigung, während er immer noch mit einer Geschwindigkeit von 700.000 board foot (1652 Kubikmeter) pro Stunde wuchs. Die Baumstämme befanden sich im Besitz von mehr als 100 Unternehmen, die sich zusammenschlossen und die Kosten für die Beseitigung des Staus teilten, die sich insgesamt auf etwa 75.000 Dollar beliefen. Man befürchtete, dass der Stau die Widerlager der zwei Jahre alten Brücke bei Taylors Falls gefährden könnte (die bis dahin als sicher gegolten hatte), und einige Stämme, die aus dem fast 70 Fuß (rund 21 Meter) hohen Stapel herausragten, wurden abgesägt.
Beim Versuch, die Stämme zu beseitigen, wurden zwei Dampfschiffe eingesetzt, um am vorderen Ende des Staus zu schleppen. Mit Seilen versuchten landgestützte Dampfmaschinen und Pferde, Baumstämme aus dem Stau zu ziehen. Etwa sechs bis acht Millionen Fuß wurden auf diese Weise gelöst. Schließlich wurde versucht, Dynamitbomben einzusetzen. Am 2. Juli 1886 wurde eine 24-Pfund-Dynamitbombe zur Explosion gebracht, die eine Million Fuß an Baumstämmen ins Wasser entließ und weitere 15 Millionen Fuß aus dem Hauptstau bewegte. Dies hatte den Stau entzweigebrochen, gleichzeitig aber auch den größten Teil des Wassers freigegeben, das durch den Stau zurückgehalten worden war. Da fließendes Wasser notwendig war, um die Stämme in Bewegung zu setzen, hätte dies die Arbeit behindern können, aber Regen füllte den Fluss bald wieder auf. Als ein Kanal durch den Stau geräumt worden war, mussten nur noch die Stämme an den Ufern geräumt werden. Die Aufräumarbeiten, an denen mindestens 70 Personen beteiligt waren, dauerten bis Mitte September an.

## Touristenattraktion
Holzstaus waren ein erhebliches Risiko für die Sägewerke (der 57-tägige Stau von 1883 in derselben Gegend war beispielsweise mitverantwortlich für den Konkurs der Marine Mill in Marine on St. Croix). Gleichzeitig wurde jedoch der lokale Fremdenverkehr in Taylors Falls angekurbelt, weshalb die Staus bei den Bewohnern mitunter hochwillkommen waren. Tausende von Schaulustigen pro Tag kamen, um den Stau zu sehen, mit einem speziellen Ausflugszug aus Saint Paul und mit dem Dampfschiff aus Stillwater angereist. Die örtlichen Hotels und Restaurants waren ausgebucht.

## Das Ende der Trift-Staus
Um die Gefahr von Trift-Staus zu eliminieren, die das Gewerbe gefährdeten, organisierten sich die Holzfäller, und 1890 wurde als angeblich „größter Pfahldamm der Welt“ der Nevers-Damm fertiggestellt. Der Transport der Baumstämme flussabwärts konnte fortan kontrolliert vonstattengehen.